# 13480 Potapov
13480 Potapov è un asteroide della fascia principale. Scoperto nel 1978, presenta un'orbita caratterizzata da un semiasse maggiore pari a 2,2286426 UA e da un'eccentricità di 0,2191910, inclinata di 5,29916° rispetto all'eclittica.